# Sunjani
Sunjani ist eine Ortschaft im Departamento Cochabamba im südamerikanischen Andenstaat Bolivien.

## Lage im Nahraum
Sunjani liegt in der Provinz Quillacollo und ist eine Ortschaft im Cantón Quillacollo im Municipio Quillacollo. Die Ortschaft liegt auf einer Höhe von 3958 m im Nationalpark Tunari (Parque Nacional Tunari) an einem Zufluss, der von der Laguna Mamakhocha in den Río Torogauna fließt, der dann fünf Kilometer weiter nördlich in den Río Misicuni mündet. Die Ortschaft besteht aus den beiden Ortsteilen Jallpacuava (153 Einw.) und Sunjani (83 Einw.).

## Geographie
Sunjani liegt am Nordostrand der Cordillera Oriental, das Klima ist ein typisches Tageszeitenklima, bei dem die mittleren täglichen Temperaturschwankungen höher ausfallen als die jahreszeitlichen Schwankungen.
Die Jahresdurchschnittstemperatur der Region liegt bei etwa 6 °C (siehe Klimadiagramm Challa Grande) und schwankt nur unwesentlich zwischen 2 °C im Juni und Juli und gut 8 °C im November und Dezember. Der Jahresniederschlag beträgt etwa 650 mm, bei einer ausgeprägten Trockenzeit von Mai bis August mit Monatsniederschlägen unter 10 mm und einer Feuchtezeit von Dezember bis Februar mit bis zu 155 mm Monatsniederschlag.

## Verkehrsnetz
Sunjani liegt in einer Entfernung von 62 Straßenkilometern nordwestlich von Cochabamba, der Hauptstadt des Departamentos.
Durch Cochabamba führt die 1657 Kilometer lange Nationalstraße Ruta 4, die in Ost-West-Richtung von der chilenischen Grenze kommend den Altiplano durchquert, im Tiefland die Millionenstadt Santa Cruz passiert und bis zur brasilianischen Grenze führt. Acht Kilometer westlich von Cochabamba an der Ruta 4 liegt die Stadt Colcapirhua, und von hier aus führt die Ruta 4105 sechs Kilometer nach Norden nach Tiquipaya und erklimmt dann die Kordillere von Cochabamba. Neunzehn Kilometer nördlich von Tiquipaya bei Jampina Huasi zweigt eine Nebenstraße nach links in Richtung der Talsperre Misicuni ab, die vorbei am Hochmoor bei Montecillo Alto den Río Misicuni abwärts zur Mündung des Flusses in den Stausee führt und dann in südlicher Richtung nach Sunjani abbiegt.

## Bevölkerung
Die Einwohnerzahl der Ortschaft ist in dem Jahrzehnt zwischen den beiden letzten Volkszählungen um die Hälfte angestiegen:
| Jahr | Einwohner         | Quelle       |
| ---- | ----------------- | ------------ |
| 1992 | keine Detaildaten | Volkszählung |
| 2001 | 158               | Volkszählung |
| 2012 | 236               | Volkszählung |
| 2024 |                   | Volkszählung |